# Hermann Müller-Thurgau

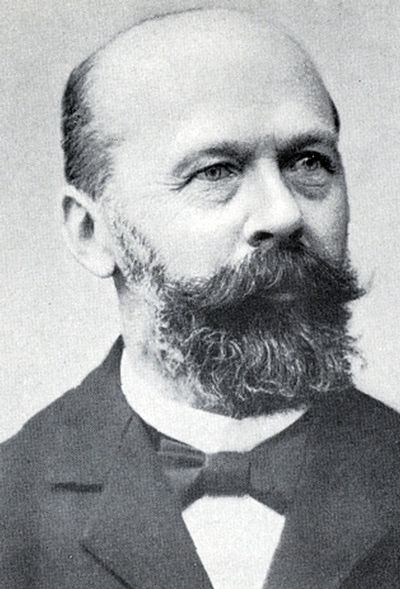
Hermann Müller, um 1890

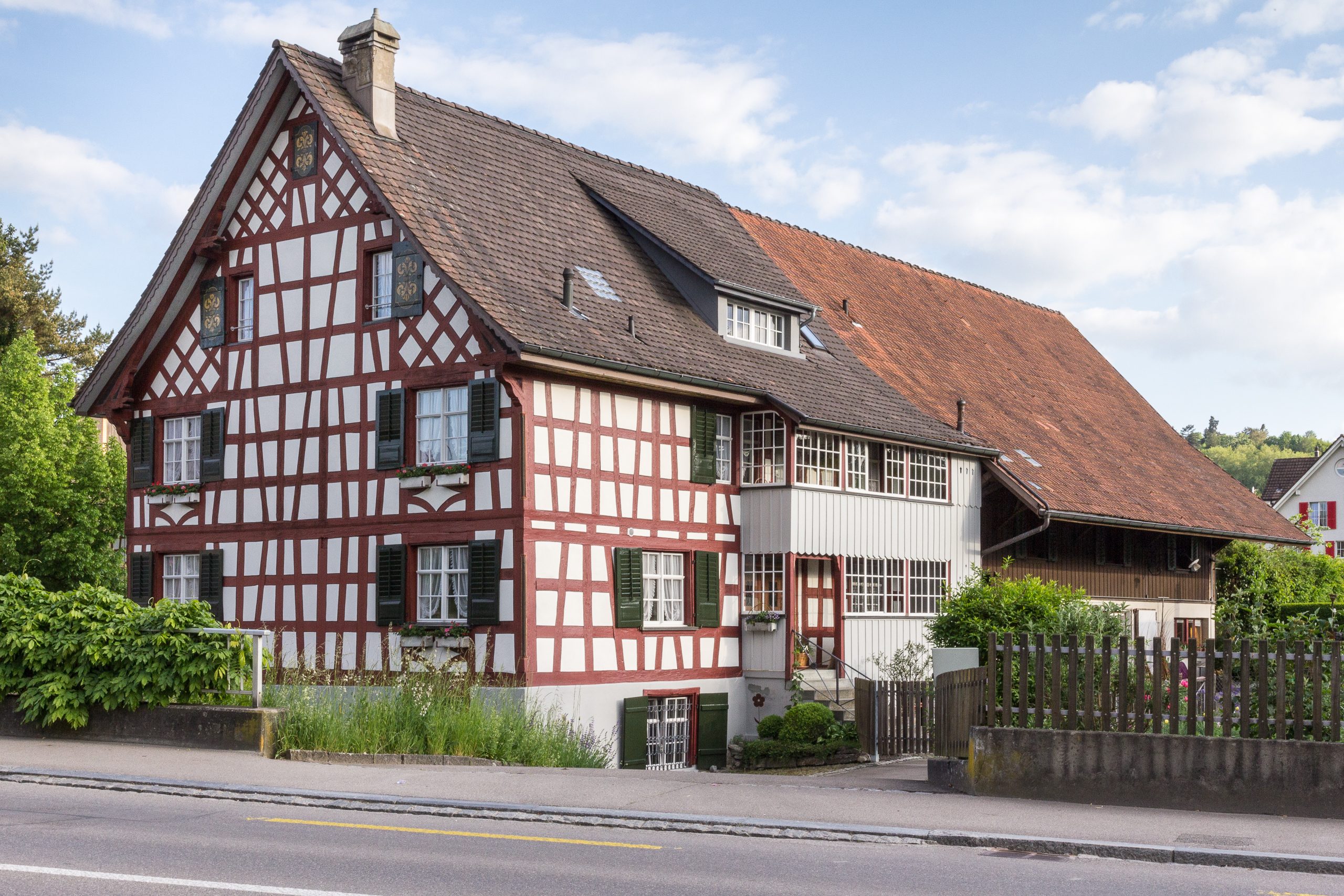
Müller-Thurgau-Haus, Tägerwilen

Hermann Müller-Thurgau, eigentlich Hermann Müller (* 21. Oktober 1850 in Tägerwilen, Kanton Thurgau; † 18. Januar 1927 in Wädenswil), war ein Schweizer Pflanzenphysiologe, Botaniker, Önologe und Rebzüchter. Nach ihm ist die von ihm gezüchtete Weinsorte Müller-Thurgau benannt. Er nannte sich nach seinem Heimatkanton Müller-Thurgau. Sein offizielles botanisches Autorenkürzel lautet „Müll.-Thurg.“

## Leben

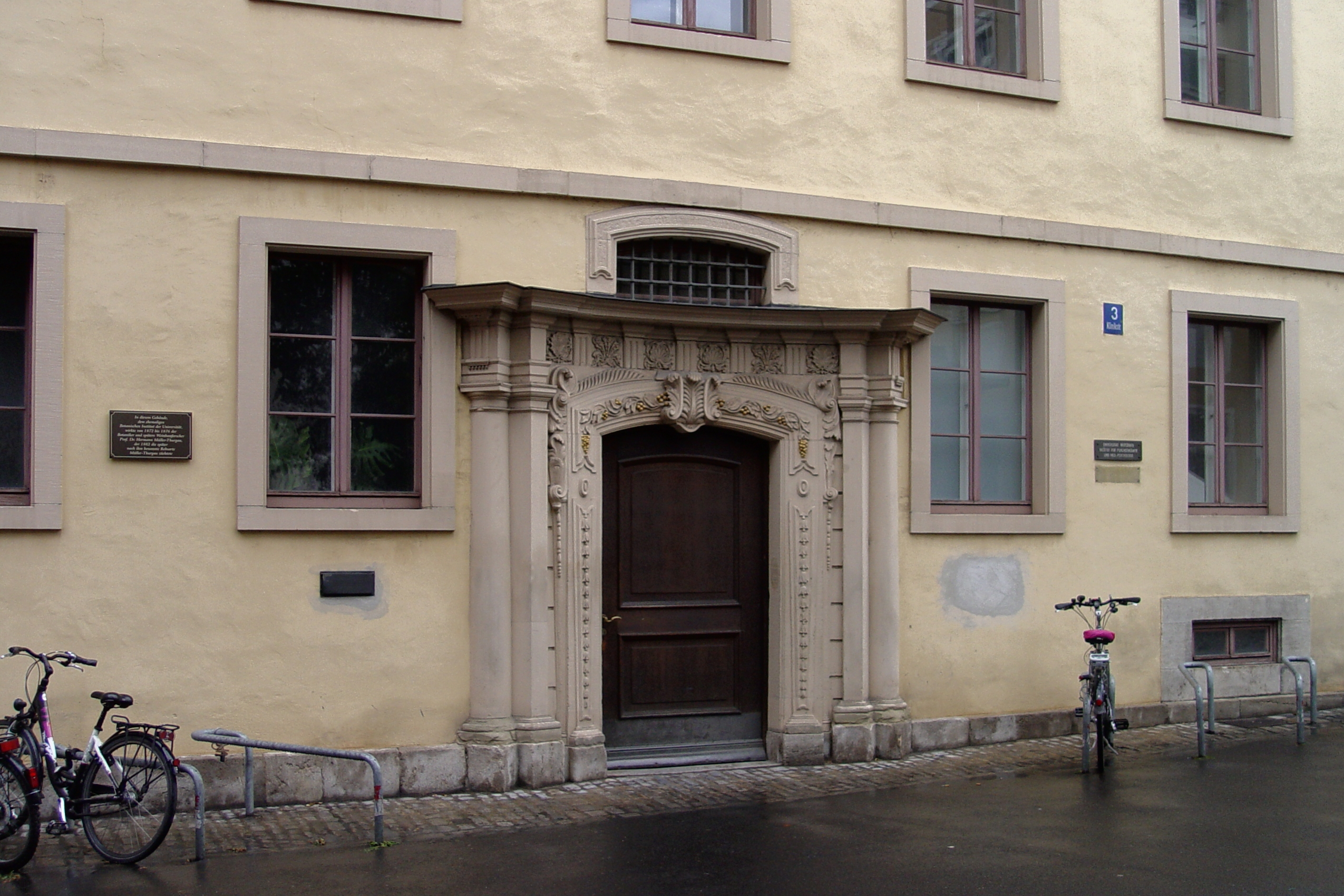
Ehemaliges Botanisches Institut der Universität Würzburg, Klinikstraße 3

Hermann Müller aus dem Thurgau stammte aus einer Bäcker- und Winzerfamilie, besuchte zunächst das Lehrerseminar in Kreuzlingen bei Konstanz und wurde 1869 Lehrer an der städtischen Realschule in Stein am Rhein. Anschließend studierte er am Polytechnikum in Zürich, der heutigen ETH, wo er im Herbst 1872 mit dem Fachlehrer-Diplom für Naturwissenschaften abschloss.
Nach Studium an der Universität Neuenburg (Schweiz) wechselte er 1872 an das ehemalige Botanische Institut der Universität Würzburg zu Julius Sachs, bei dem er 1874 promoviert wurde und weiter bis 1876 als dessen Assistent arbeitete.
Von 1876 bis 1890 arbeitete er an leitender Stelle an der pflanzenphysiologischen Versuchsstation der Forschungsanstalt Geisenheim. 1891 erhielt er eine Berufung an die Deutschschweizerische Versuchsstation und Schule für Obst-, Wein- und Gartenbau in Wädenswil, die heutige Agroscope Changins-Wädenswil (ACW) und ab 2017 Agroscope, deren Leitung er übernahm. Er nahm 150 Stecklinge seiner Kreuzung Riesling x Silvaner in die Schweiz mit. Die Stecklingen wurden in Wädenswil gepflanzt, vermehrt und im Rahmen von mehrjährigen Versuchen mit den Reben, den Trauben und der Weinbereitung die heute bekannte Sorte schliesslich selektiert. Die Vermehrung wurde in der Landwirtschaftlichen Schule im Schloss Arenenberg vorangetrieben, und die Bezeichnung Müller-Thurgau wurde nun üblich.

## Wirken
Hermann Müller, genannt Hermann Müller-Thurgau, ist heute vor allem bekannt durch die nach ihm benannte Rebsorte Müller-Thurgau, die er 1882 an der Weinbauschule Geisenheim (Rheingau) als Neuzüchtung ankündigte. Die Sämlinge nahm er in die Schweiz mit. Nach erfolgter Kreuzung war sich Müller-Thurgau selbst nicht mehr sicher, aus welchen Kreuzungspartnern diese Neuzüchtung entstanden war. Als relativ sicher galt aber Riesling als eine der Ausgangssorten. In Folge wurde die neue Rebsorte als Züchtung aus den Sorten Riesling und Silvaner vorgestellt. Im Rahmen von molekularbiologischen Untersuchungen seit 1998 stellte sich heraus, dass es sich tatsächlich jedoch um eine Kreuzung der Sorten Riesling (Mutter) und Madeleine Royale (Vater) handelt. Madeleine Royale ist eine Züchtung aus dem Formenkreis des Chasselas (Gutedel).
Weiter arbeitete Müller-Thurgau an bahnbrechenden Forschungsarbeiten auf den Gebieten Physiologie der Rebe (unter anderem zur Blütenbiologie sowie zu Assimilations- und Stoffwechselvorgängen), zur Phytopathologie der Reben (vor allem am Falschen Mehltau, an der Botrytis, Roter Brenner). Müller-Thurgau erkannte und erforschte als erster die Zusammenhänge zwischen Klimaeinflüssen und Ruheperioden bei Reben, Blumenzwiebeln und Obstbäumen.
Im Kellereiwesen erforschte er Möglichkeiten zur Steuerung der alkoholischen Gärung, den biologischen Abbau von Säuren sowie Fehlentwicklungen bei Gärung und Reifung des Weins. Er züchtete Gärhefestämme mit speziellen Eigenschaften und arbeitete an Methoden zur Herstellung alkoholfreier Traubensäfte. Auf Anregung seines Freundes Auguste Forel hin weitete Müller-Thurgau diese Versuche auch auf Methoden zur Herstellung unvergärter Obstsäfte, insbesondere von Apfel- und Birnensäften, aus. Müller-Thurgau gilt weltweit als Pionier auf dem Gebiet der unvergorenen pasteurisierten Fruchtsäfte.

## Schriften
Von Müller-Thurgau sind 330 Publikationen bekannt, die sich auf das Gebiet der Pflanzenphysiologie (103), Pflanzenkrankheiten (85), Rebzüchtung (7!), Gärungsbiologie (111) und verschiedene andere (24) verteilen. So unter anderem:
- Über Zuckeranhäufung an Pflanzenteilen in Folge niederer Temperatur (1882)
- Edelfäule der Trauben (1887)
- Über das Gefrieren und Erfrieren der Pflanzen (1879)
- Die Herstellung unvergorener und alkoholfreier Obst- und Traubenweine (1896)
- Abhängigkeit der Entwicklung der Traubenbeeren von der Entwicklung der Samen (1897)
- Der Rote Brenner des Weinstockes (1903)
- Bakterienblasen (Bacteriocysten) (1908)
- Bakterien im Wein (1913)

## Privatleben

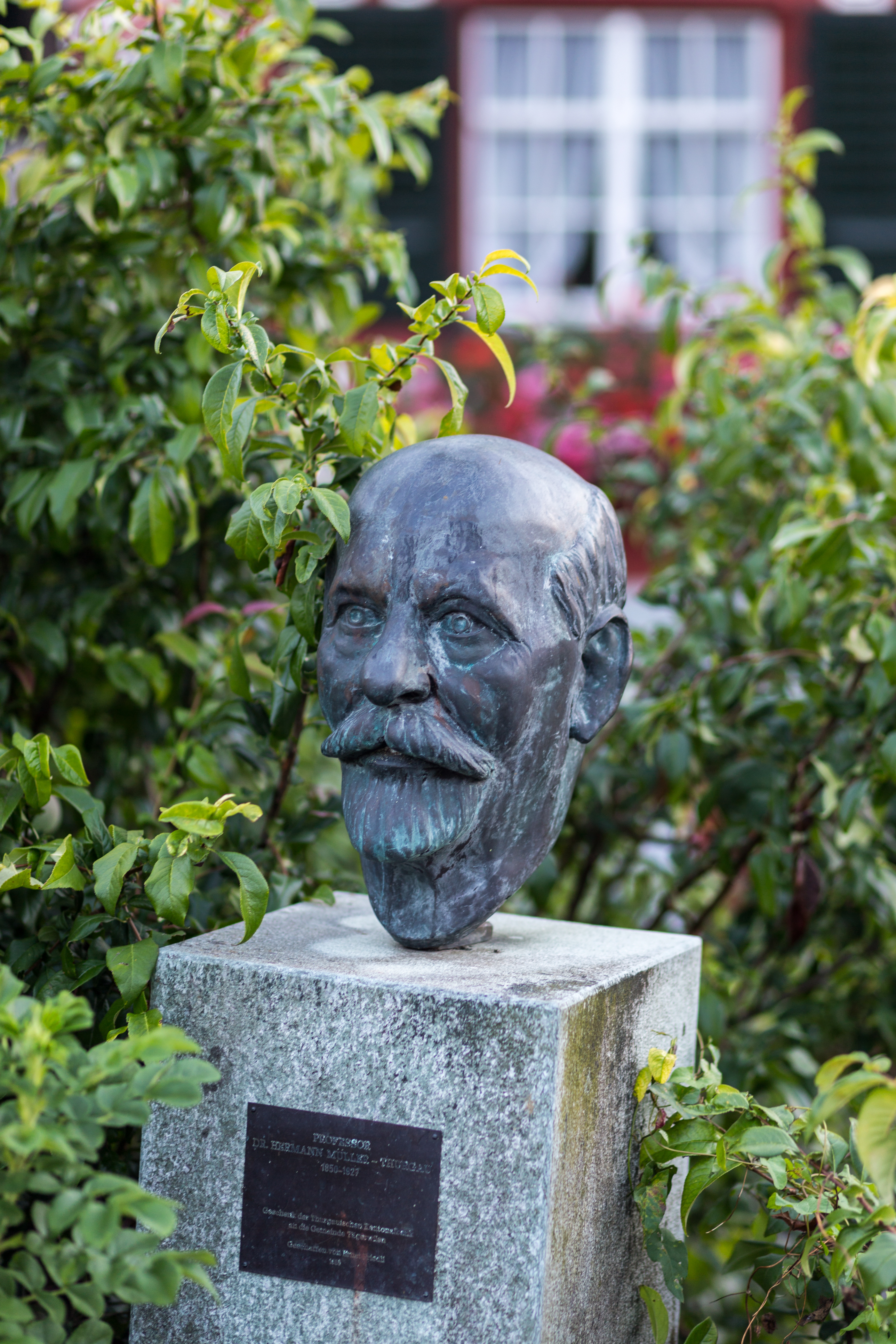
Büste vor dem Geburtshaus in Tägerwilen

Müller-Thurgau war aktiv im Schweizer Alpen-Club. Mit seiner Ehefrau Bertha Biegen aus Oestrich im Rheingau, die er 1881 heiratete, hatte er drei Töchter. Der Ehemann seiner ältesten Tochter wurde sein Nachfolger in Wädenswil.

## Ehrungen
- Ehrendoktor der Universität Bern (1920)
- Ehrenmitglied des Deutschen Weinbauvereins (1890)